# Сільвіо д'Аміко
Сільвіо д'Аміко (італ. Silvio D'Amico, 3 лютого 1887, Рим — 1 квітня 1955, Рим) — італійський театральний критик і теоретик театру.
Вчився в інституті Массіміліано Массімо у Римі. Після того як закінчив факультет права, у 1911 року виграв конкурс міністерства публічної освіти і стає генеральним директором департаменту стародавнього мистецтва.
У 25 років розпочинає свою журналістську діяльність, розпочинаючи публікуватись у часописі L'Idea Nazionale.
Засновує і з 1932 до 1936 року керує часописом Scenario разом з Нікола де Пірро.
З 1937 до 1943 керує часописом Rivista italiana del Dramma. Пише статті у часописі Il Giornale d'Italia з 1941 до 1943. Після цього припиняє свою співпрацю у зв'язку з фашистській окупації столиці.
З 1945 до 1955 року працює критиком часопису Il Tempo та Teatro в якому співпрацює с Джанлуїджі Ронді.
Помирає в Римі у 1955 році. В знак жалоби щодо його смерті римські театри закрилися на певний період.